# Epomophorini
Epomophorini – plemię ssaków z podrodziny Epomophorinae w obrębie rodziny rudawkowatych (Pteropodidae).

## Zasięg występowania
Plemię obejmuje gatunki występujące w Afryce.

## Podział systematyczny
Do plemienia należą następujące rodzaje:
- Hypsignathus H. Allen, 1861 – młotogłów – jedynym przedstawicielem jest Hypsignathus monstrosus H. Allen, 1861 – młotogłów wielkogłowy
- Epomops J.E. Gray, 1870 – epoletnik
- Nanonycteris Matschie, 1899 – drobnolot – jedynym przedstawicielem jest Nanonycteris veldkampii (Jentink, 1888) – drobnolot afrykański
- Epomophorus E.T. Bennett, 1836 – pagonowiec